# Nikołaj Zubow (generał)
Nikołaj Grigoriewicz Zubow, ros. Николай Григорьевич Зубов (ur. w 1885 w stanicy Nowonikołajewskaja, zm. 12 października 1968 w Paryżu) – rosyjski wojskowy (generał), emigracyjny działacz kombatancki, przedstawiciel atamana marszowego Kozaków dońskich podczas II wojny światowej.
Ukończył gimnazjum w Taganrogu, zaś w 1906 r. aleksandrowską szkołę wojskową. Służył w stopniu chorążego w 5 Dońskim Pułku Kozackim. Brał udział w I wojnie światowej. W 1916 r. awansował do stopnia starszyny wojskowego. Od kwietnia 1917 r. dowodził sotnią junkrów w kozackiej szkole wojskowej w Nowoczerkasku. Rozkazem atamana gen. Aleksieja M. Kaledina sotnia uczestniczyła w rozbrajaniu pułków piechoty w Chutynce podczas pacyfikacji rostowskiego powstania bolszewickiego. Następnie walczyła z wojskami bolszewickimi w rejonie Nowoczerkaska. W tym czasie ciężko zachorował. Po wyleczeniu zimą 1918 r., ukrywał się w zajętym przez bolszewików Nowoczerkasku. W kwietniu tego roku brał udział w ogólnodońskim powstaniu antybolszewickim. Objął dowodzenie Kriwlianskiego Pułku Kozackiego, który uczestniczył w zdobyciu Nowoczerkaska. Następnie mianowano go komendantem rejonu dworcowego Nowoczerkaska. Od końca maja był komendantem Taganrogu. Pod koniec września został pułkownikiem, zaś pod koniec listopada 1919 r. generałem majorem. W grudniu tego roku wraz ze sztabem głównodowodzącego Sił Zbrojnych Południa Rosji gen. Antona I. Denikina przybył do Noworosyjska, a stamtąd drogą morską przybył na Krym. Tam pełnił obowiązki dowódcy dońskiej rezerwy oficerskiej. W połowie listopada 1920 r. wraz z wojskami Białych został ewakuowany do Gallipoli. Na emigracji zamieszkał w Królestwie SHS, gdzie stanął na czele atamańskiego korpusu kadetów. Po jego rozwiązaniu w 1924 r., wyjechał do Francji. Pracował jako szofer taksówki. Jednocześnie był członkiem kierownictwa Związku Kozackiego. Zorganizował i stanął na czele Stowarzyszenia Szkoły Atamańskiej. Od czerwca 1943 r. był przedstawicielem atamana marszowego Kozaków dońskich we Francji. Brał udział w akcji werbunkowej do kozackich oddziałów wojskowych w służbie niemieckiej.